# Ceroplastes ceriferus
Ceroplastes ceriferus är en insektsart som först beskrevs av Fabricius 1798.  Ceroplastes ceriferus ingår i släktet Ceroplastes och familjen skålsköldlöss. Inga underarter finns listade i Catalogue of Life.

## Bildgalleri

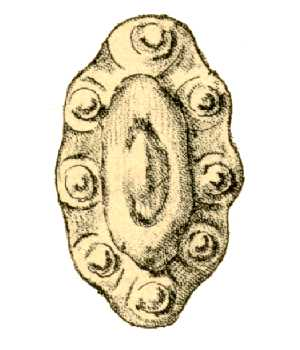